# Cerro Potosí (berg i Mexiko, Nuevo León)
Cerro Potosí är ett berg i Mexiko.   Det ligger i kommunen Galeana och delstaten Nuevo León, i den centrala delen av landet, 600 km norr om huvudstaden Mexico City. Toppen på Cerro Potosí är 3 720 meter över havet.
Terrängen runt Cerro Potosí är kuperad åt nordost, men åt sydväst är den bergig. Cerro Potosí är den högsta punkten i trakten. Runt Cerro Potosí är det mycket glesbefolkat, med 5 invånare per kvadratkilometer. Närmaste större samhälle är Galeana, 16,5 km öster om Cerro Potosí. I omgivningarna runt Cerro Potosí växer huvudsakligen savannskog.